# Radar AI Mk. IV

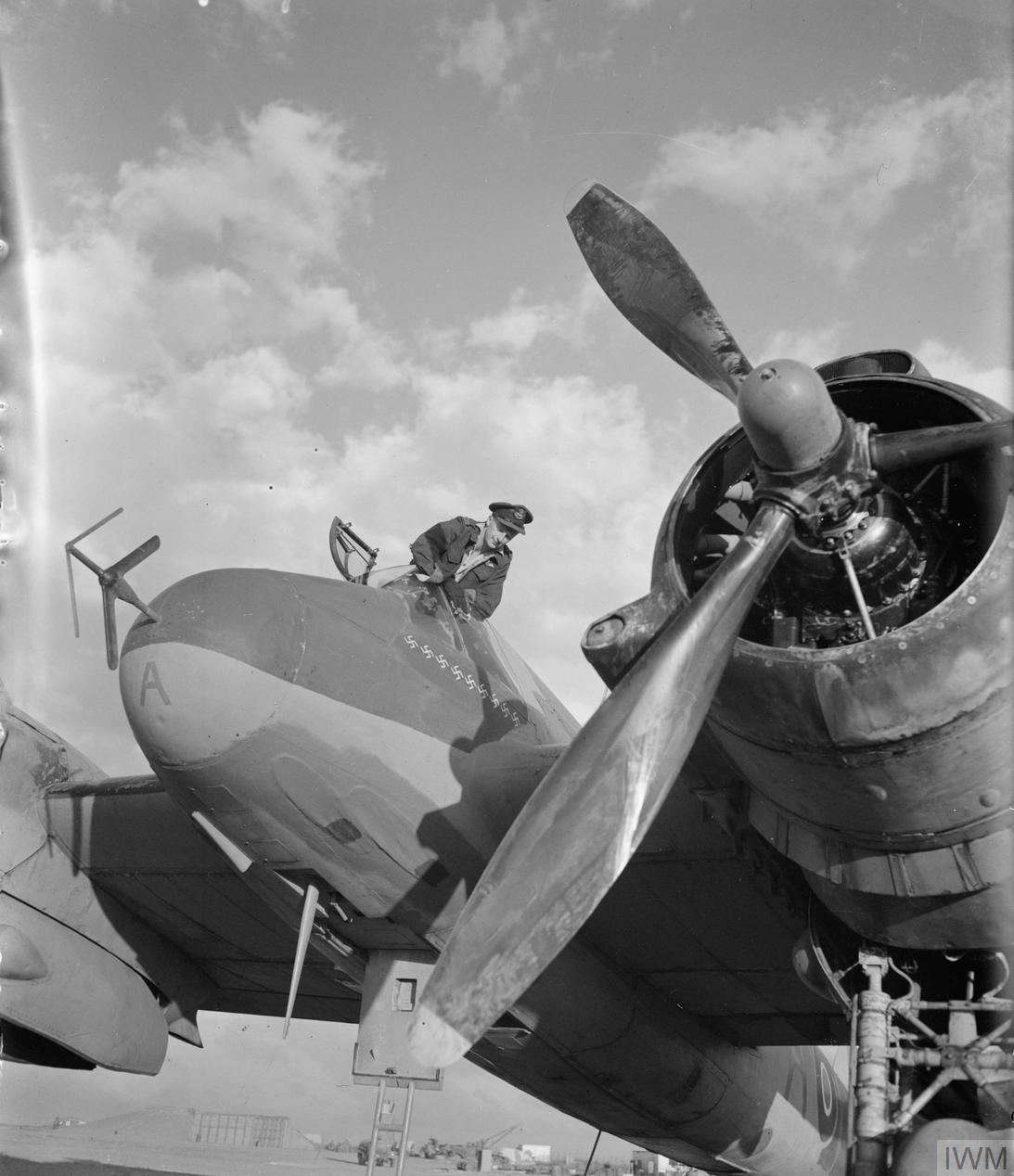
Charles Patrick « Paddy » Green a réussi la plupart de ses 11 victoires confirmées avec son Beaufighter équipé du radar AI Mk. IV.

Le radar AI Mk. IV (« Airborne Interception radar Mark IV ») est le premier modèle opérationnel de radar air-air.
Des radars AI Mk. III sont apparus en juillet 1940 sur le bombardier léger Bristol Blenheim, tandis que la version définitive Mk. IV a été installé en plus grand nombre sur le chasseur lourd Bristol Beaufighter au début de l'année 1941. Sur le Beaufighter, le Mk. IV a sans doute joué un rôle dans la fin du « Blitz », la campagne de bombardements stratégiques durant la Seconde Guerre mondiale mené par la Luftwaffe contre le Royaume-Uni.